# Гаскінс (Огайо)
Гаскінс (англ. Haskins) — селище (англ. village) в США, в окрузі Вуд штату Огайо. Населення — 1245 осіб (2020).

## Географія
Гаскінс розташований за координатами 41°27′53″ пн. ш. 83°42′15″ зх. д. / 41.46472° пн. ш. 83.70417° зх. д. (41.464805, -83.704304).  За даними Бюро перепису населення США в 2010 році селище мало площу 4,26 км², уся площа — суходіл.

## Демографія
Згідно з переписом 2010 року, у селищі мешкало 1188 осіб у 409 домогосподарствах у складі 322 родин. Густота населення становила 279 осіб/км².  Було 437 помешкань (103/км²).
Расовий склад населення:
| - 97,4 % — білих - 0,4 % — чорних або афроамериканців - 0,3 % — азіатів |

До двох чи більше рас належало 0,9 %. Частка іспаномовних становила 4,1 % від усіх жителів.
За віковим діапазоном населення розподілялося таким чином: 33,8 % — особи молодші 18 років, 60,7 % — особи у віці 18—64 років, 5,5 % — особи у віці 65 років та старші. Медіана віку мешканця становила 32,3 року. На 100 осіб жіночої статі у селищі припадало 100,3 чоловіків;  на 100 жінок у віці від 18 років та старших — 97,2 чоловіків також старших 18 років.
Середній дохід на одне домашнє господарство  становив 77 143 долари США (медіана — 69 375), а середній дохід на одну сім'ю — 87 994 долари (медіана — 81 875). Медіана доходів становила 56 705 доларів для чоловіків та 41 302 долари для жінок. За межею бідності перебувало 2,7 % осіб, у тому числі 4,1 % дітей у віці до 18 років та 0,0 % осіб у віці 65 років та старших.
Цивільне працевлаштоване населення становило 604 особи. Основні галузі зайнятості: освіта, охорона здоров'я та соціальна допомога — 28,5 %, роздрібна торгівля — 15,9 %, виробництво — 13,2 %.